# Katalog Hipparcosa
Katalog Hipparcosa – katalog 118 218 gwiazd, stworzony dzięki obserwacjom wykonanym przez satelitę Hipparcos, który został wystrzelony na orbitę okołoziemską 8 sierpnia 1989 roku przez Europejską Agencję Kosmiczną. Od listopada 1989 do marca 1993 z niespotykaną dotąd precyzją zbierał on dane m.in. o paralaksach i ruchach własnych gwiazd.
Katalog opublikowano w czerwcu 1997 razem z katalogiem Tycho, zawierającym dane 1 058 332 gwiazd uzyskane z innego instrumentu satelity Hipparcos, z mniejszą jednak precyzją niż w Katalogu Hipparcosa. Wersja drukowana zawierała 16 tomów i obejmowała dane tylko z Katalogu Hipparcosa, w skład dodatkowego siedemnastego tomu wchodziło 6 płyt CD-ROM z danymi obu katalogów w formacie ASCII. Całość kosztowała 400 dolarów amerykańskich.
Katalog Hipparcosa zawiera dane astrometryczne z precyzją 1 milisekundy łuku i fotometryczne ze średnią dokładnością 0,0015m (dla gwiazd o jasnościach poniżej 9m). W katalogu zawarto dane wszystkich gwiazd o obserwowanych wielkościach gwiazdowych do przedziału 7,3 do 9,0m włącznie (zależnie od ich szerokości galaktycznej i typu spektralnego). Takich gwiazd jest ok. 60 000. Pozostałe obiekty w katalogu to wybrane gwiazdy świecące słabiej (dla obserwatora na Ziemi) – graniczna wielkość gwiazdowa gwiazd w katalogu to 12,4m. Obiekty w katalogu noszą identyfikator HIP.
Katalog Hipparcosa jest dostępny online na stronie ESA.